# Callichilia subsessilis
Callichilia subsessilis là một loài thực vật có hoa trong họ La bố ma. Loài này được (Benth.) Stapf mô tả khoa học đầu tiên năm 1902.